# Mi bemol menor
La tonalidad de mi bemol menor es la que consiste en la escala menor de mi bemol.
Como toda escala en modo menor, esta tiene las versiones: antigua, armónica y melódica.
El acorde de mi bemol menor contiene las notas:
- mi bemol,
- sol bemol y
- si bemol

Su armadura de clave contiene 6 bemoles: 
- si
- mi
- la
- re
- sol y
- do.

Las alteraciones correspondientes a las versiones melódica y armónica han de hacerse constar junto a cada nota (no como armadura de clave).
En el sistema europeo se abrevia mi♭m y en el sistema inglés E♭m.
Su tonalidad relativa es Sol bemol mayor, y su tonalidad homónima es Mi bemol mayor.
Su equivalente enarmónico e
| Tonalidad   | 7 ♭       | 6 ♭        | 5 ♭       | 4 ♭       | 3 ♭       | 2 ♭       | 1 ♭      | 0        | 1 ♯       | 2 ♯      | 3 ♯       | 4 ♯       | 5 ♯        | 6 ♯       | 7 ♯       |
| Modo mayor: | do♭ mayor | sol♭ mayor | re♭ mayor | la♭ mayor | mi♭ mayor | si♭ mayor | fa mayor | do mayor | sol mayor | re mayor | la mayor  | mi mayor  | si mayor   | fa♯ mayor | do♯ mayor |
| Modo menor: | la♭ menor | mi♭ menor  | si♭ menor | fa menor  | do menor  | sol menor | re menor | la menor | mi menor  | si menor | fa♯ menor | do♯ menor | sol♯ menor | re♯ menor | la♯ menor |